# Letmellemvægt
Letmellemvægt er betegnelsen for en vægtklasse, der benyttes indenfor boksning. Letmellemvægt ligger over weltervægt og under mellemvægt. Letmellemvægt benævnes også superweltervægt og junior-mellemvægt. 
I professionel boksning er vægtgrænsen for letmellemvægt 69,853 kg (154 engelske pund).
Letmellemvægt blev introduceret ved DM i amatørboksning i 1952, hvor Ebbe Kops Korsløkke blev dansk mester. Ebbe Kops Korsløkke deltog samme år ved Sommer-OL 1952 i Helsinki, hvor letmellemvægt var på det olympiske program for første gang. Efter 50 år i amatørboksningen besluttede det internationale amatørbokseforbund AIBA i 2002 at nedlægge vægtklassen, og letmellemvægt er således udgået fra amatørboksningen fra og med 2003. 
Letmellemvægt benyttes dog i kvindelig amatørboksning, hvor vægtgrænsen går fra 66 til 70 kg. 
Letmellemvægt blev introduceret senere i professionel boksning, og benyttes fortsat. Første VM-kamp i letmellemvægt i professionel boksning blev afholdt 20. oktober 1962, hvor Denny Moyer vandt det nyligt etablerede WBA-mesterskab. Kampleder var verdensmesteren i sværvægt Sonny Liston.